# Войновічкі
Войновічкі (пол. Wojnowiczki, нім. Klein Zindel) — село в Польщі, у гміні Ґродкув Бжезького повіту Опольського воєводства.
Населення — 62 особи (2011).

## Демографія
Демографічна структура станом на 31 березня 2011 року:
|          | Загалом | Допрацездатний вік | Працездатний вік | Постпрацездатний вік |
| -------- | ------- | ------------------ | ---------------- | -------------------- |
| Чоловіки | 26      | 7                  | 16               | 3                    |
| Жінки    | 36      | 7                  | 20               | 9                    |
| Разом    | 62      | 14                 | 36               | 12                   |